# Félix Serrano González-Solares
Félix Serrano González-Solares (Oviedo, 22 de junio de 1920 - ibídem, 19 de octubre de 2011) fue un empresario industrial y político español, relacionado con el mundo del deporte: fue socio de Real Oviedo, del que fue presidente de una junta gestora, del Real Sporting de Gijón, del Real Madrid y del Atlético de Madrid. Además fue socio fundador del Real Club de Tenis de Oviedo.

## Biografía
Félix Serrano era el mayor de seis hermanos, obtuvo una licenciatura en Químicas y se encargó de la empresa familiar siendo presidente de Hijos de Francisco Serrano, S.A., empresa propietaria de la marca Anís de la Asturiana, con factoría en Quintanar de la Orden, Toledo de donde su abuelo Francisco Serrano López-Brea era oriundo. Además en los años 50 levantó otra destilería en Argentina.
Tras la renuncia de Manuel Álvarez-Buylla y López Villamil, llegó a la alcaldía de Oviedo, en 1975. Sin embargo, en 1978 tuvo que darse de baja por enfermedad, primero en su primer teniente de alcalde Higinio Rodríguez Pérez y tras la renuncia de este en su segunda teniente de alcalde Eloína Suárez Suárez, a la postre única alcaldesa de Oviedo.
Finalmente, su interés en política lo llevó a ser nombrado procurador en Cortes por el tercio familiar, entablando en esa época una gran amistad con Rodolfo Martín Villa y siendo parte de quienes dieron su apoyo a la Reforma Política de Adolfo Suárez.

## Condecoraciones
- Gran Cruz del Mérito Militar.[4]